# Indonésia nos Jogos Olímpicos de Verão de 2020
Indonésia participa nos Jogos Olímpicos de Verão de 2020. O responsável pela equipa olímpica é o Comité Olímpico Indonésio, bem como as federações desportivas nacionais da cada desporto com participação. Está representado por 28 atletas em oito desportos.
O surfista Rio Waida e o halterofilista Nurul Akmal foram nomeados os portadores de bandeira para a parada das nações durante a cerimônia dos Jogos Olímpicos de Verão de 2020. Rio eventualmente tornou-se o único portador da bandeira da sua nação.